# FC Irtysh Pavlodar
El FC Irtysh (en kazajo: Ертіс Футбол Клубы) fue un club de fútbol de la ciudad de Pavlodar, Kazajistán que militó en la Super Liga de Kazajistán, la categoría mayor de fútbol en el país. Fue fundado en 1965 en la ciudad de Pavlodar y fue el equipo más exitoso de Kazajistán desde su independencia hasta su desaparición en 2020.

## Historia
- 1965: Fundado como Irtysh
- 1968: Rebautizado como Traktor
- 1993: Rebautizado como Ansat
- 1996: Rebautizado como Irtysh
- 1999: Rebautizado como Irtysh-Bastau por razones de patrocinio
- 2000: Rebautizado como Irtysh otra vez

## Jugadores

### Jugadores destacados
| - Darko Maletić - Daniel Robert de Jesus (†) - Nilton Pereira Mendes (†) - Georgi Daskalov - Slavi Kostenski | - Eduard Ratnikov - Sabyrkhan Ibrayev - Nurmat Mirzabaev - Murat Tleshev | - Andrius Velička - Sergei Strukov - Oleg Veretennikov - Didargylyç Urazow |

## Palmarés
- Super Liga de Kazajistán: 5

1993, 1997, 1999, 2002, 2003
- Kazakhstan Cup: 1

1998

## Participación en competiciones internacionales
| Temporada | Torneo                 | Ronda             | Club               | Casa | Visita | Global  |
| --------- | ---------------------- | ----------------- | ------------------ | ---- | ------ | ------- |
| 1994–95   | Asian Cup Winners' Cup | Preliminar        | FK Neftchi Fergana | 0–3  |        |         |
| 1994–95   | Asian Cup Winners' Cup | Preliminar        | Köpetdag Aşgabat   | 0–2  |        |         |
| 1994–95   | Asian Cup Winners' Cup | Preliminar        | Sitora Dushanbe    | 4–0  |        |         |
| 1994–95   | Asian Cup Winners' Cup | Preliminar        | Alga Bishkek       | 0–1  |        |         |
| 1998–99   | Asian Cup Winners' Cup | 1                 | Köpetdag Aşgabat   | 1–4  | 3–0    | 4–41    |
| 1999–2000 | Asian Cup Winners' Cup | 1                 | Pakhtakor Tashkent | 7–0  | 2–5    | 9–5     |
| 1999–2000 | Asian Cup Winners' Cup | 2                 | Varzob Dushanbe    | 4–0  | 1–0    | 5–0     |
| 1999–2000 | Asian Cup Winners' Cup | 1/4               | Al-Hilal           | 0–2  |        |         |
| 1999–2000 | Asian Cup Winners' Cup | 1/4               | Persepolis         | 0–1  |        |         |
| 1999–2000 | Asian Cup Winners' Cup | 1/4               | Al Shorta          | 2–3  |        |         |
| 2000–01   | Asian Cup Winners' Cup | 1                 | Nisa Aşgabat       | 3–1  | 2–1    | 5–2     |
| 2000–01   | Asian Cup Winners' Cup | 2                 | Varzob Dushanbe    | 4–1  | 3–2    | 7–3     |
| 2000–01   | Asian Cup Winners' Cup | 1/4               | Al-Hilal           | 0–0  |        |         |
| 2000–01   | Asian Cup Winners' Cup | 1/4               | Persepolis         | 0–0  |        |         |
| 2000–01   | Asian Cup Winners' Cup | 1/4               | Al-Ittihad         | 2–1  |        |         |
| 2000–01   | Asian Cup Winners' Cup | Semifinales       | Júbilo Iwata       | 0–1  |        |         |
| 2000–01   | Asian Cup Winners' Cup | 3º lugar          | Persepolis         | 0–2  |        |         |
| 2003–04   | UEFA Champions League  | 1ª Clasificatoria | Omonia Nicosia     | 1–2  | 0–0    | 1–2     |
| 2009–10   | UEFA Europa League     | 1ª Clasificatoria | Haladás            | 2–1  | 0–1    | 2–2 (a) |
| 2011–12   | UEFA Europa League     | 1ª Clasificatoria | Jagiellonia        | 2–0  | 0–1    | 2–1     |
| 2011–12   | UEFA Europa League     | 2ª Clasificatoria | Metalurgi Rustavi  | 0–2  | 1–1    | 1–3     |
| 2013-14   | UEFA Europa League     | 1ª Clasificatoria | Levski Sofia       | 2–0  | 0–0    | 2–0     |
| 2013-14   | UEFA Europa League     | 2ª Clasificatoria | Široki Brijeg      | 3–2  | 0–2    | 3–4     |
| 2017–18   | UEFA Europa League     | 1ª Clasificatoria | Dunav Ruse         | 1–0  | 2–0    | 3–0     |
| 2017–18   | UEFA Europa League     | 2ª Clasificatoria | Red Star Belgrade  | 1–1  | 0–2    | 1–3     |
| 2018-19   | UEFA Europa League     | 1ª Clasificatoria | Trakai             | 0–1  | 0–0    | 0–1     |

1 Irtysh fue expulsado del torneo por utilizar a dos jugadores ineligibles.